# Denacifikace

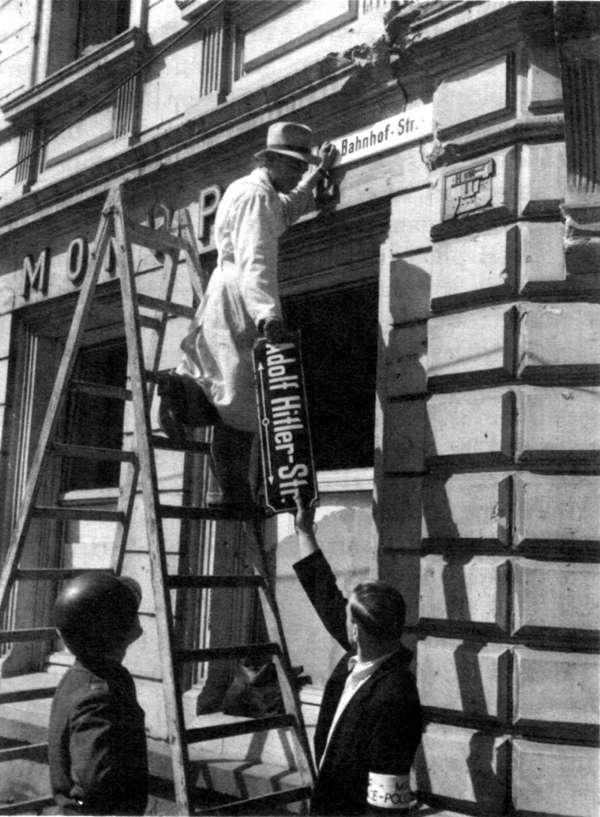
Dělníci v Trevíru odstraňují 12. května 1945 tabuli označující někdejší Adolf Hitler-Straße („ulici Adolfa Hitlera“).

Denacifikace (německy Entnazifizierung) byla snaha Spojenců zbavit po druhé světové válce Německo a Rakousko přetrvávajícího vlivu nacismu ve společnosti, v kultuře, tisku, hospodářství, soudnictví a v politickém životě. K tomu mělo dojít odstavením bývalých členů nacistické strany či SS ze všech funkcí veřejného života a rozpuštěním či neutralizováním organizací s nacismem spojených. O denacifikaci bylo po porážce nacistického Německa rozhodnuto na Postupimské konferenci v srpnu 1945.

## Příprava
Postupimská konference stanovila pro poválečnou spojeneckou okupaci Německa čtyři hlavní cíle, které všechny označila slovy začínajícími písmenem „D“, označované proto jako tzv. Program 4 D. Těmito cíli byly:
1. denacifikace, tj. vyčistění od nacionálního socialismu
2. demilitarizace, tj. odzbrojení
3. demokratizace, tj. zřízení demokracie
4. demonopolizace, tj. odstranění monopolů

## Průběh
V rámci denacifikace došlo mimo jiné k zákazu činnosti politické strany NSDAP, která myšlenku nacismu pomohla zrodit a podporovala ji.
Aby bylo možné posoudit odpovědnost jednotlivců a stanovit vhodné tresty, byly při vyšetřování podle zákona z 5. března 1946 osoby zařazovány do jedné z pěti kategorií:
1. Hlavní viníci (Hauptschuldige), tj. váleční zločinci
2. Zatížení, viníci (Belastete, Schuldige), tj. aktivisté, militaristé, požitkáři
3. Méně zatížení (Minderbelastete), tj. podmínečně odsouzení
4. Přívrženci (Mitläufer)
5. Zproštění (Entlastete), tj. ti, kterých se zákon netýkal

Původní idea Spojenců byla, že pouze z poslední kategorie budou obsazována místa úředníků, učitelů a vychovatelů pracujících s mládeží a podobné posty. Po zahájení prověrek obyvatelstva bylo však nutno z této zásady notně slevit. S odpůrci režimu se nacismus většinou stihnul vypořádat a k získání relativně bezpečného místa v zázemí během války – a tím i obrany před nasazením na východní frontě – bylo členství v NSDAP nutnou podmínkou.

## Reakce
Již v roce 1946 volal Konrad Adenauer po ukončení denacifikace, která podle něj „způsobila mnoho neštěstí a mnoho škod“. V roce 1957 tvořili bývalí nacisté až 77 % vedoucích pracovníků na západoněmeckém ministerstvu spravedlnosti. Západoněmecké ministerstvo zahraničí pomáhalo nacistům na útěku a podle poslance SPD Fritze Erlera „Neexistuje jiné spolkové ministerstvo, které by zachovávalo větší kontinuitu s nacistickou minulostí.“
Spolkový kancléř Kurt Georg Kiesinger byl před rokem 1945 členem NSDAP, stejně jako prezident Walter Scheel. Nacistickou minulost mělo celkem pětadvacet západoněmeckých ministrů. Nacistickou minulost měli také někteří rakouští ministři. Rakouský prezident a generální tajemník OSN Kurt Waldheim byl podle rakouského magazínu Profil za války členem štábu, který organizoval deportace řeckých Židů do nacistických vyhlazovacích táborů. Spolkový kancléř Konrad Adenauer měl za svého hlavního poradce a spolupracovníka bývalého nacistu Hanse Globkeho, který se jako právník na ministerstvu vnitra podílel na tvorbě protižidovských norimberských zákonů. Globke umožnil mnoha bývalým nacistům práci v západoněmecké zpravodajské službě BND.
| „           | V Bavorsku byla v roce 1946 vyhozena asi polovina středoškolských profesorů, ale za dva roky byli zpátky. Nově ustavená federální republika v roce 1949 ukončila veškeré vyšetřování chování úředníků a vojáků v minulosti. V Bavorsku tvořili v roce 1951 94 procent soudců a žalobců, 77 procent zaměstnanců ministerstva financí a 60 procent úředníků regionálního ministerstva zemědělství exnacisté. V roce 1952 byl každý třetí úředník ministerstva zahraničí v Bonnu bývalý člen nacistické strany. V nově utvořené diplomatické službě bylo 43 procenta diplomatů bývalí příslušníci SS a dalších 17 procent sloužilo v Sicherheitsdienstu nebo v gestapu. Hans Globke, Adenauerův hlavní pobočník v 50. letech, byl zodpovědný za oficiální komentáře k Hitlerovým norimberským rasovým zákonům z roku 1935. Šéf policie v Porýní-Falci, Wilhelm Hauser, byl Obersturmführer zodpovědný za válečné masakry v Bělorusku. | “ |
| — Tony Judt | |   |

## Konec
Západoněmecký politický systém se po skončení okupace stále více stavěl proti spojenecké denacifikační politice. Vzhledem k tomu, že Američané považovali denacifikaci za neúčinnou a kontraproduktivní, nebránili se plánům západoněmeckého kancléře Konrada Adenauera na ukončení denacifikačních snah. Adenauerovým záměrem bylo změnit vládní politiku na reparace a odškodnění obětí nacistické nadvlády s tím, že hlavní viníci byli stíháni. V roce 1951 bylo přijato několik zákonů, které denacifikaci ukončily. Úředníci mohli znovu nastoupit do státní služby, s výjimkou osob zařazených do I. skupiny (hlavní pachatelé) a II. skupiny (pachatelé) během procesu revize denacifikace.
Bylo také přijato několik zákonů o amnestii, které se podle odhadů týkaly 792 176 osob. Mezi omilostněnými byly osoby s půlročními tresty, 35 000 osob s tresty do jednoho roku a mezi nimi více než 3000 funkcionářů SA, SS a nacistické strany, kteří se podíleli na odvlékání obětí do věznic a táborů; 20 000 dalších nacistů odsouzených za „činy proti životu“ (pravděpodobně vraždy); 30 000 odsouzených za způsobení tělesné újmy a 5200 osob, které se dopustily „zločinů a přečinů ve funkci“. V důsledku toho se mnoho lidí s bývalou nacistickou minulostí znovu ocitlo v politickém aparátu západního Německa. V roce 1957 bylo 77 % vysokých úředníků německého ministerstva spravedlnosti bývalými členy nacistické strany.

## V ostatních zemích
V praxi se denacifikace neomezila pouze na Německo a Rakousko. V několika dalších evropských zemích, kde působila živá nacistická nebo fašistická strana, byla rovněž provedena denacifikační opatření. Ve Francii se tento proces nazýval épuration légale (legální čistka). Denacifikační kvalifikaci podléhali také váleční zajatci zadržovaní ve spojeneckých zemích, než byli vráceni do zemí svého původu.
Denacifikace byla prováděna také v mnoha zemích, které se dostaly pod německou okupaci, včetně Belgie, Norska, Řecka a Jugoslávie, protože v těchto zemích byly s podporou místních kolaborantů zavedeny satelitní režimy.
Například v Řecku byly po roce 1945 vytvořeny zvláštní soudy pro kolaboranty. Tři řečtí „quislingovští“ premiéři byli odsouzeni k trestu smrti a doživotnímu vězení. Další řečtí kolaboranti byli po odchodu Německa kromě soudů (většinou na základě obvinění z velezrady) podrobeni represím a veřejnému ponižování. V kontextu vznikající řecké občanské války však byla většina válečných osobností ze státní správy, řeckého četnictva a nechvalně proslulých bezpečnostních praporů rychle začleněna do silně protikomunistického poválečného establishmentu.

### Evropská unie
Pokus o zákaz hákového kříže v celé EU počátkem roku 2005 po námitkách britské vlády a dalších zemí ztroskotal. Počátkem roku 2007, kdy Německo předsedalo Evropské unii, navrhl Berlín, aby se Evropská unie řídila německým trestním právem a kriminalizovala popírání holocaustu a zobrazování nacistických symbolů včetně hákového kříže, což vychází ze zákona o zákazu symbolů neústavních organizací (Strafgesetzbuch § 86a). To vedlo k opoziční kampani hinduistických skupin v celé Evropě proti zákazu hákového kříže. Poukazovaly na to, že hákový kříž existuje již 5 000 let jako symbol míru.

### Ukrajina
Ruský prezident Vladimir Putin využil záminku denacifikace, aby v roce 2022 zahájil invazi na Ukrajinu. V ukrajinské Národní gardě působí neonacistické skupiny, například prapor Azov, ale neexistují důkazy, že by se sama ukrajinská vláda stala krajně pravicovou nebo neonacistickou. Ukrajinský prezident Volodymyr Zelenskyj je navíc Žid a tři členové jeho rodiny zahynuli rukama německých nacistů při holocaustu. Ruská propaganda tvrzení o „nacismu“ začala systematicky používat v roce 2014 po euromajdanu pro obhajobu vojenské intervence na Ukrajině. Patří k nim dezinformační narativ o údajné „genocidě Rusů na Donbase páchané ukrajinskými nacisty“.